# Верхній Прут (єврорегіон)

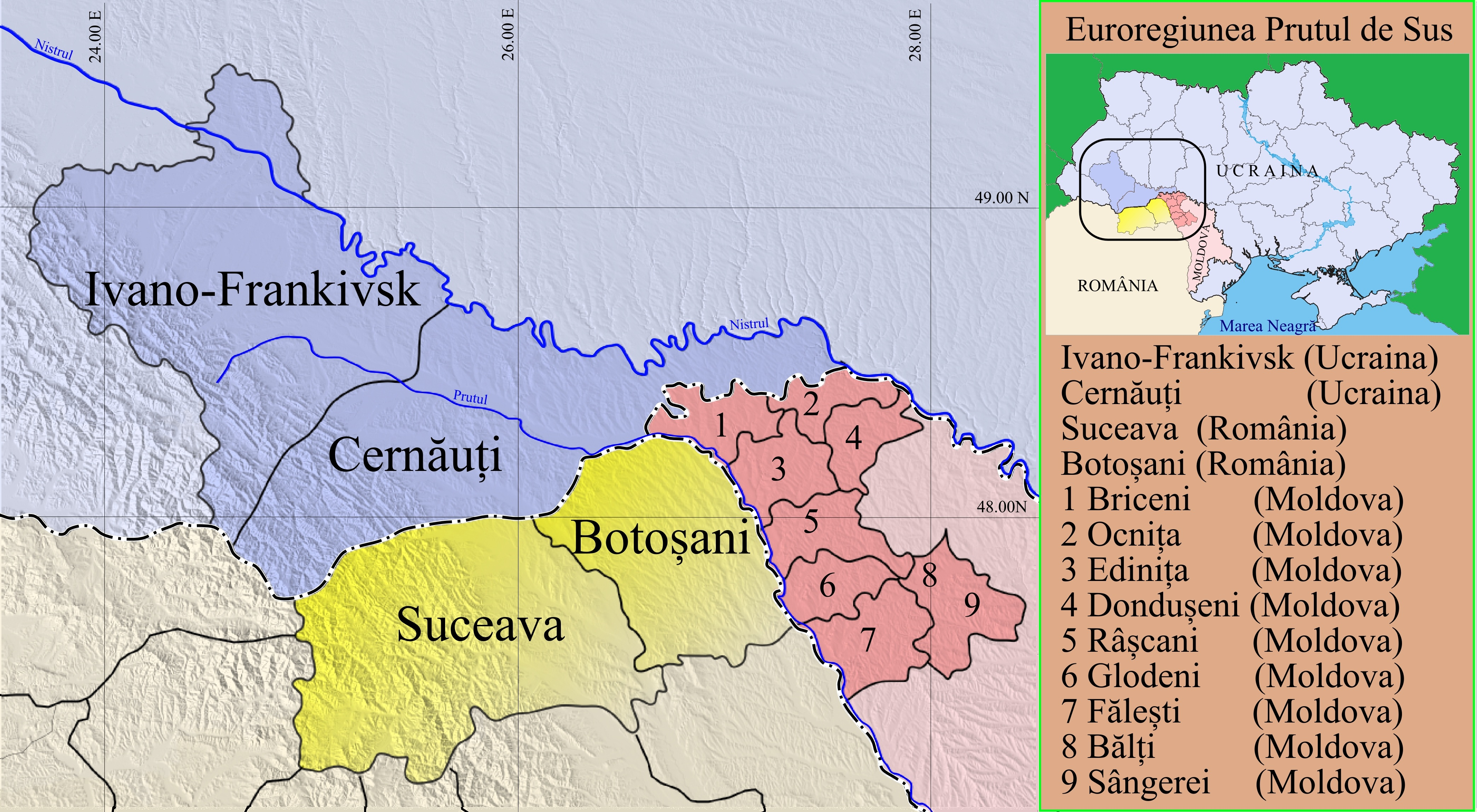
Карта єврорегіону «Верхній Прут»: складові адміністративні одиниці позначено червоним (райони Молдови), жовтим (повіти Румунії) і синім (області України).

Єврорегіон «Верхній Прут» (рум. Euroregiunea „Prutul de Sus”) — адміністративна структура транскордонного співробітництва між Румунією, Республікою Молдова та Україною, втілена у вигляді єврорегіону.
Мотивом до його створення був як інтерес Європейського Союзу зайнятися власною прикордонною територією, розташованою поблизу певних зон нестабільності[а], так і зацікавленість держав-учасниць. Таким чином, якщо румунська держава зацікавлена в інституціоналізованій підтримці значної своєї меншини за межами власних кордонів, то українська держава зацікавлена у визнанні кордонів, успадкованих від Радянського Союзу, і встановленні певних воріт до європейської інтеграції, а молдовська держава — у поліпшенні своєї перспективи безпеки та в розвитку і закріпленні механізму міжнародного співробітництва. Єврорегіон «Верхній Прут», який відіграє роль у сприянні економічній стабільності та запобіганні можливим етнічним конфліктам, відрізняється від західноєвропейських єврорегіонів[б] Ці відмінності виникають через наголос, який приділяється освіті, науці та культурі, а особливо захисту національних меншин за кордоном, а також створенню можливостей для розв'язання етнічних проблем у цьому регіоні.[в]
У результаті угоди від 22 вересня 2000 року, яка заклала підвалини єврорегіону, було започатковано культурні та соціальні обміни, а також реалізацію проєктів співпраці щодо економічного розвитку, інфраструктури та охорони навколишнього середовища. Однак цей процес не уникнув труднощів і суперечок. Труднощі виникали як через інколи неоднозначну структуру основного договору між Румунією та Україною, так і через економічне становище країн-учасниць, відмінності між різними національними системами, надмірний адміністративний централізм, а також територіальну архітектуру, яка включала додаткові райони з метою уникнення переважання певної національної специфіки. Крім того, зміна характеру румунського кордону на східний кордон Євросоюзу ускладнила створення єдиної системи транскордонного простору. До цього додалися суперечки щодо розподілу європейських грошей між державами, а також різні можливості для реалізації проєктів транскордонного співробітництва чи відсутність розвитку деяких великих проєктів.
Поки що цей єврорегіон не став самоокупною структурою[г].

## Контекст

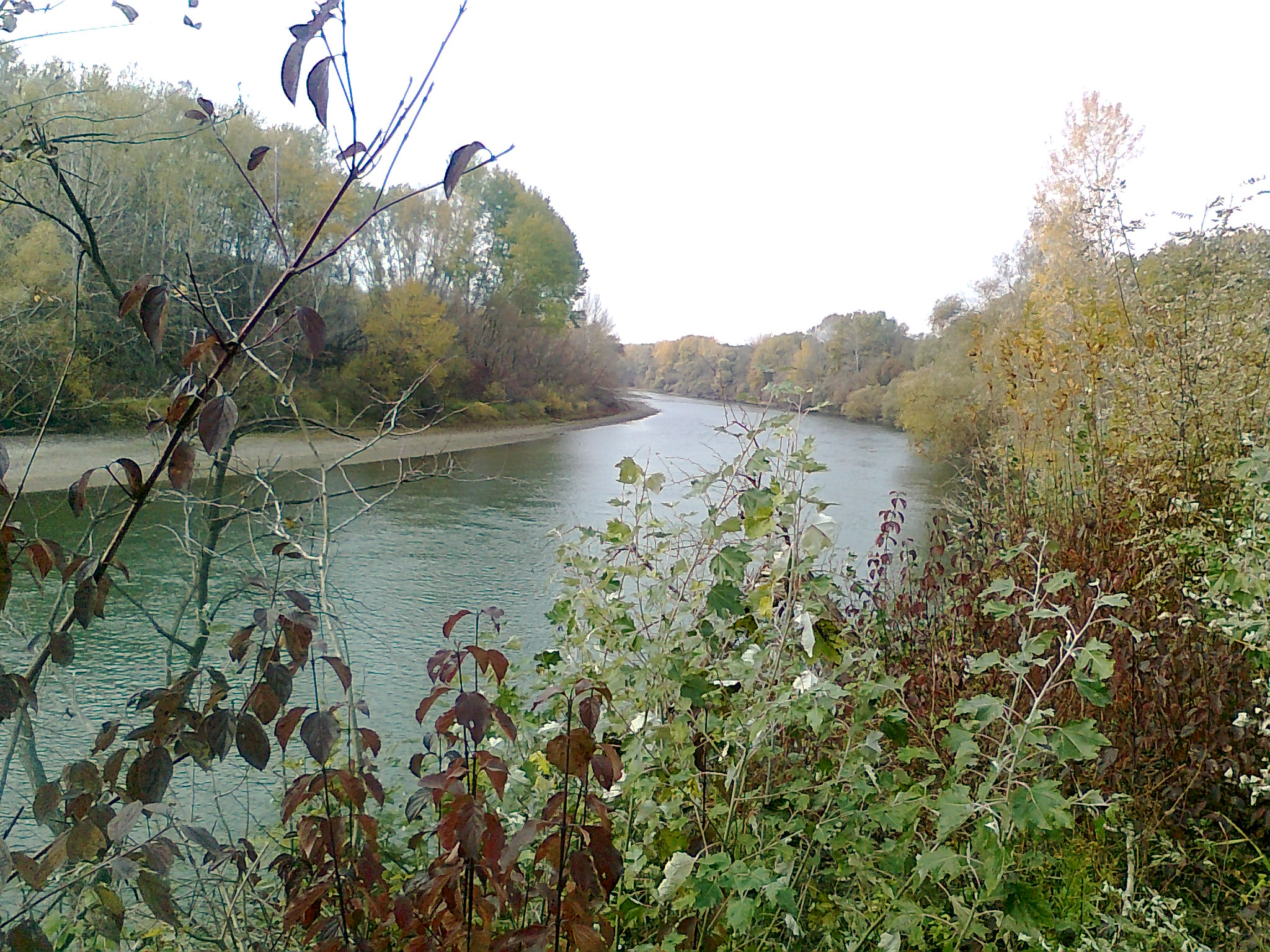
Річка Прут — кордон між Ботошанським повітом і Глодянським районом

До кінця XX століття румунсько-молдовсько-українські кордони не були пріоритетом порядку денного Євросоюзу. Але з просуванням Румунії на шляху європейської інтеграції з кінця 90-х років даний регіон привернув увагу ЄС у контексті проблем, пов'язаних із нестабільністю зони придністровського конфлікту, з потенціалом незаконної експортної діяльності, а також можливістю перенесення політичної нестабільності та імміграції з пострадянського простору в європейський простір. Ці чинники змусили європейські інституції брати активнішу участь у житті цього регіону, додатково сприяючи та підтримуючи створення в ньому єврорегіонів, як шляхом заохочення національних урядів до їх створення, так і шляхом створення фінансових програм, здатних залучатися до підтримки транскордонної співпраці.

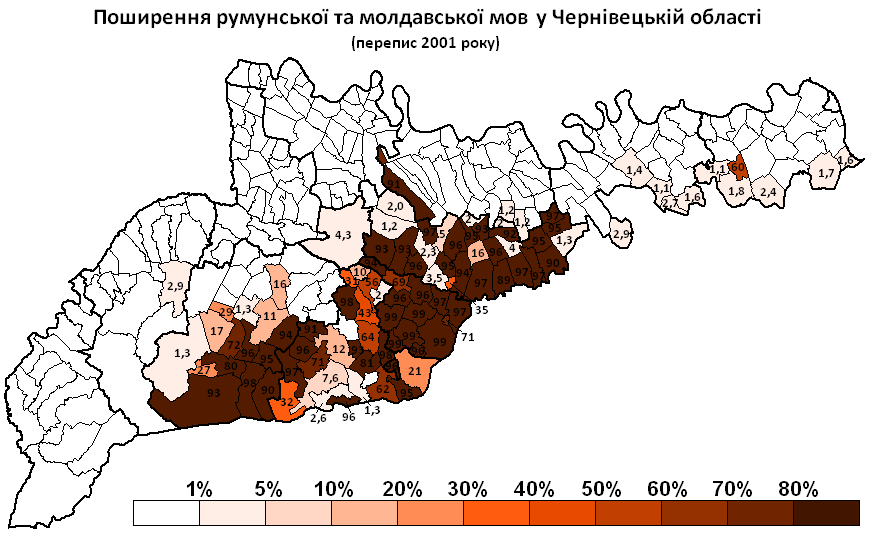
Відсоток румуномовних у Чернівецькій області за тергромадами

Складні обставини державотворення в регіоні призвели до того, що істотні національні меншини залишаються за межами державних кордонів, живучи у прикордонних районах, межі яких стали питаннями суперечок у регіоні. Спадщина цих проблем територіального розмежування, а також відсутність попереднього транскордонного співробітництва вплинули на сприйняття мети й наслідків єврорегіонів серед держав. Відповідно, вони розглядалися як адміністративні форми поширення політичного контролю країни за межі її кордонів, що призвело до того, що на початку 1990-х років єврорегіони розглядалися як політичні інструменти, призначені для відокремлення прикордонних територій від однієї держави до іншої.
Така ментальність почала змінюватися в середині 90-х років XX століття, як на тлі наближення Румунії до Європейського Союзу, так і на тлі покращення уявлень українських і молдовських лідерів про переваги, які принесла б співпраця з їхніми західними сусідами. Крім того, і Румунія, і Україна зіткнулися з двома альтернативами. Перший шлях полягав у створенні єврорегіонів у зоні, де Румунія була зацікавлена в інституціоналізованій підтримці власної меншини, а Україна була стурбована як визнанням кордонів, успадкованих від Радянського Союзу, так і встановленням своєрідного містка до європейської інтеграції, здатної зміцнити її незалежність. Другий шлях передбачав створення єврорегіонів, у яких був би суттєвим угорський вплив у Румунії та відповідно російський в Україні. Однак для Республіки Молдова перспективи були іншими, оскільки єврорегіони розглядалися як необхідність для її безпеки та перспектив розвитку, а також як утвердження в міжнародній політиці та в західному механізмі співпраці.
Пом'якшення і прагматичний підхід у відносинах у посткомуністичну добу посприяло появі у цих краях єврорегіонів, які розглядалися як перспективна основа для розв'язання практичних проблем регіонального співробітництва між сусідніми областями. Очікування були великими, враховуючи необхідність переформулювати регіональні та двосторонні відносини між трьома державами, яким після 1991 довелося боротися з історичною спадщиною та суперечками у взаєминах.

## Історія

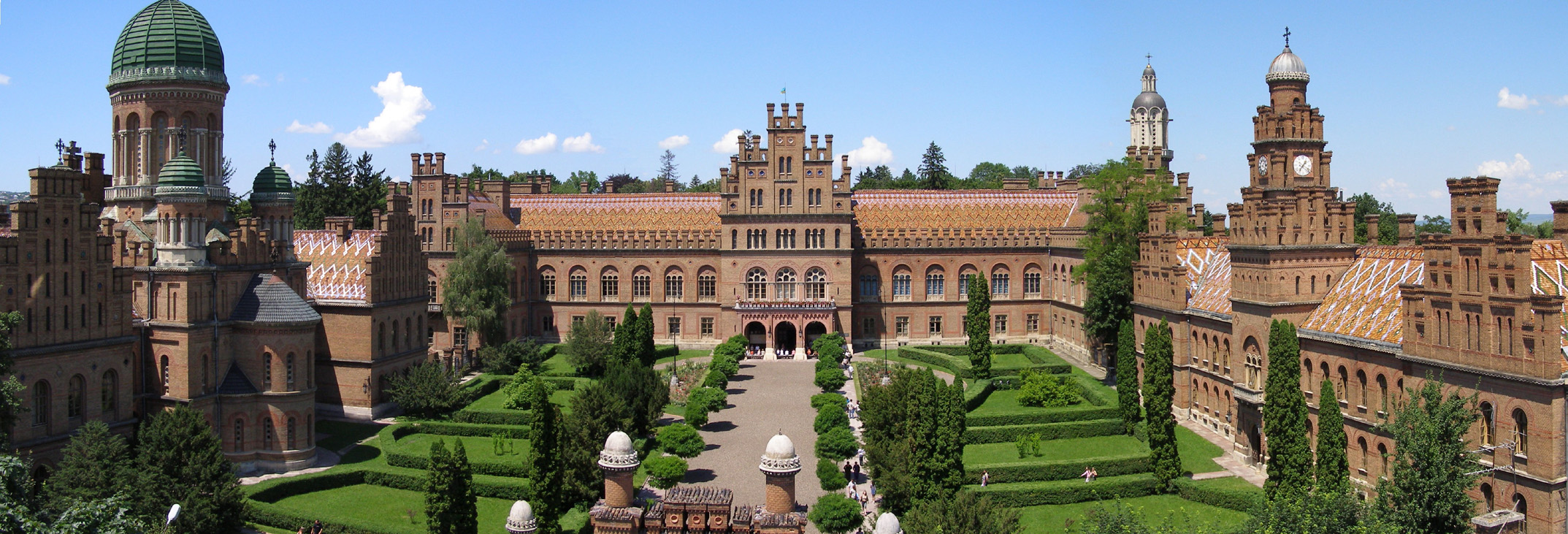
Чернівецький університет

Починаючи з середини 80-х рр. ХХ ст. між північними районами Молдавської РСР і Соціалістичної Республіки Румунії та відповідними областями УРСР почали налагоджуватися відносини прикордонного співробітництва, які набули офіційних рамок з підписанням 2 червня 1997 р. базового румунсько-українського договору. У цьому документі, у статті 8 зафіксовано як зобов'язання сприяти транскордонному співробітництву, так і намір створити майбутній єврорегіон, відкритий для співпраці і щодо Республіки Молдова. Це було закріплено в Протоколі про тристоронню співпрацю між урядами України, Республіки Молдова та Румунії, підписаному в Ізмаїлі 3-4 липня 1997 року.

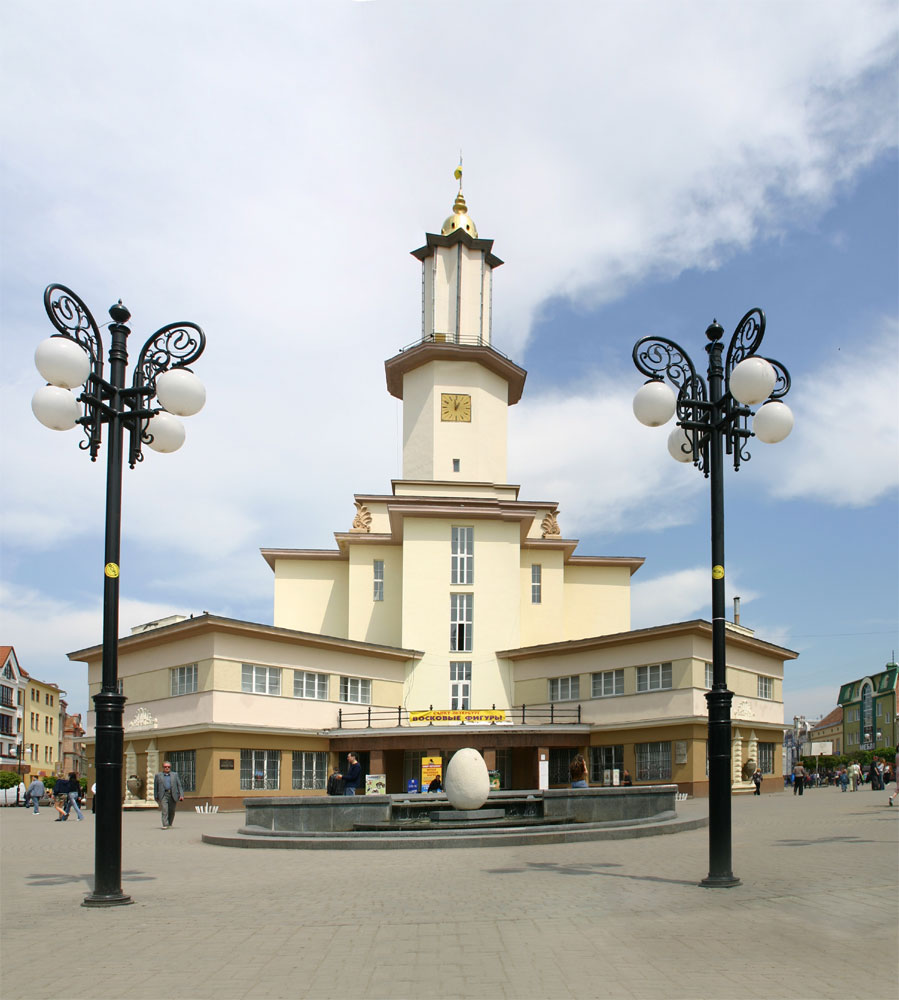
Ратуша Івано-Франківська — головна визначна пам'ятка міста

На початку українське бачення, яке уявляло екологічно орієнтований єврорегіон, відрізнялося від румунського, яке надавало значення політичним та адміністративним компонентам. У проміжку з 1997 по 1999[E] було закладено основи майбутньої угоди, яку підписали 22 вересня 2000 року в муніципалітеті Ботошані в Румунії. На кінець 2000 р. було визначено організаційну структуру, символіку, статус, пріоритетні економічні та соціальні сфери, механізми діяльності, принципи субрегіонального партнерства та пріоритети співпраці. Якщо на початку засновниками єврорегіону «Верхній Прут» були Чернівецька область України, повіти Ботошані та Сучава Румунії та Бельцький та Єдинецький райони Республіки Молдова, пізніше (2003 року) до утворення приєдналися інші адміністративні одиниці. Оскільки Румунія була зацікавлена в існуванні єврорегіону, де етнічну більшість становлять румуни, українське керівництво було стурбоване етнічним балансом у регіоні, тому вжило заходів щодо включення до складу єврорегіону Івано-Франківської області з абсолютною українською більшістю. Таким чином, українська територіальна участь зросла до понад 50% загальної площі новоствореного єврорегіону.

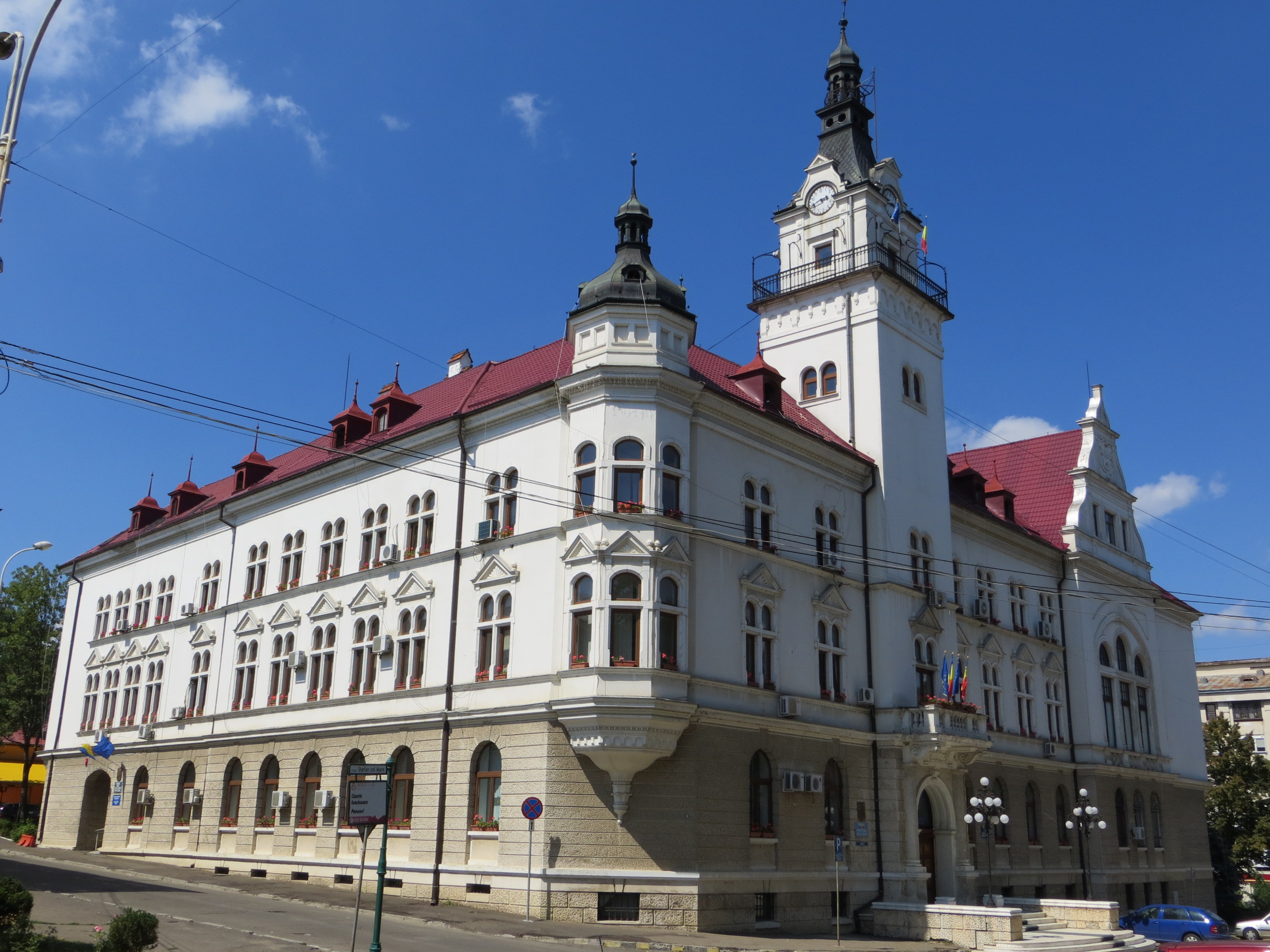
Адміністративний палац у Сучаві — місцеперебування Сучавської повітової ради та місцевого префекта

Перші реальні труднощі виникли в 2004—2005 роках на тлі післявиборчих заворушень в Україні, коли єврорегіон практично припинив роботу, а відновлення діяльності відбулося лише в другій половині 2005 р.
Європейський Союз активно втрутився у підтримку єврорегіону через «Європейський інструмент сусідства та партнерства (ЄІСП)»: одним із проєктів, що фінансуються через ЄІСП, у період 2007—2013 рр. була «Спільна операційна програма Румунія—Україна—Республіка Молдова 2007—2013».
У контексті російської збройної інтервенції в Україну з 2014 року існують наміри, щоб цей проєкт транскордонної співпраці служив новим цілям. Вони матеріалізувалися з допомогою механізму взаємозв'язку Румунії з Республікою Молдова та Україною через інфраструктуру електроенергії та природного газу, зв'язок з єврорегіоном «Нижній Дунай» або реанімацію старих можливостей щодо транспортних коридорів. Підписання Угоди про асоціацію між Республікою Молдова та Європейським Союзом та аналогічної щодо України збільшило потенціал єврорегіону та запропонувало додаткові можливості доступу до фондів і програм, передбачених для соціально-економічного розвитку регіонів у рамках Східного партнерства. Підписані угоди про асоціацію також мали б вплив на стримування Росії у її амбіціях на європейському сході.

## Склад єврорегіону
*Переписи: Румунія — 2011, Україна — 2001; Оцінка: Республіка Молдова — січень 2014 р.; **Округлення постійної чисельності населення до 100 осіб;
2004 року очікувана тривалість життя становила 72 роки в Румунії та 68,4 років і 67,5 років у Республіці Молдова та Україні відповідно.
Румунська та українська громади розкидані по всьому єврорегіональному простору.

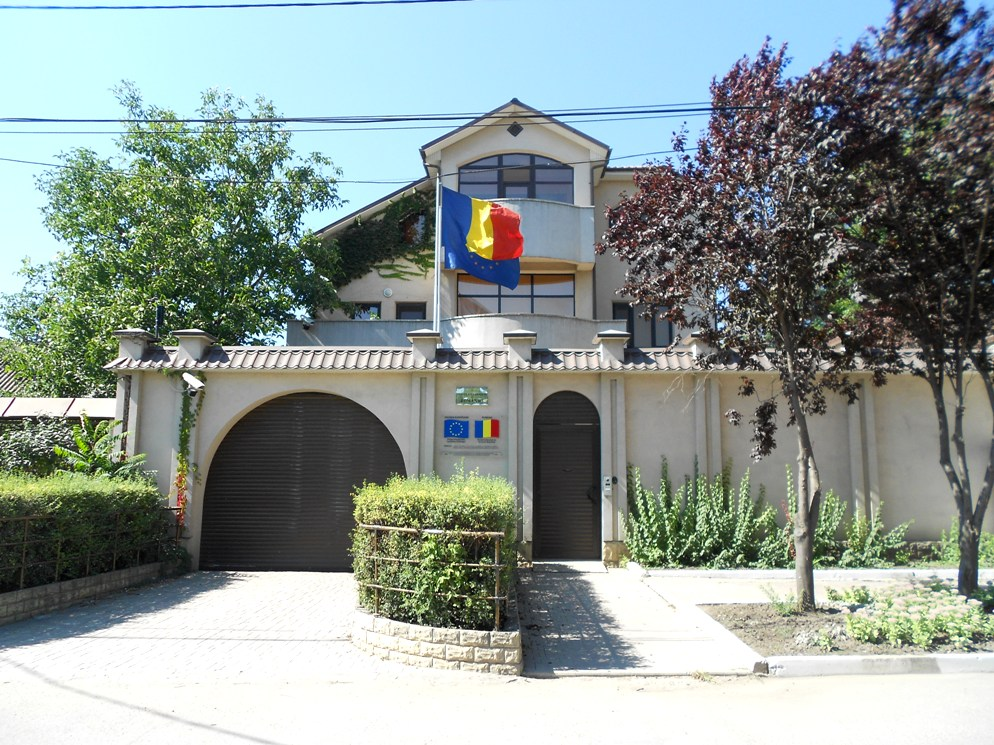
Консульство Румунії в Бельцях

## Виноски
- а  Придністров'я та пострадянський простір
- б  Призначений для сприяння економічному розвитку периферійних місцевостей[8][34]
- в  Відмінності, які підкреслюють експерти:

„Regiunile transfrontaliere româno-moldo-ucrainene sunt mai mult axate pe educație, știință și cultură. Ele pun, de asemenea, un accent deosebit pe protecția minorităților naționale dincolo de frontiere și lupta pentru rezolvarea problemelor etnice din regiune”
„Some peculiarities of the Upper Prut and Lower Danube Euroregions can be outlined, compared with the Western European experience of Euroregional co-operation. Unlike the Western European regions, which are primarily designed to promote economic development of peripheral regions, the Ukrainian-Moldovan-Romanian cross-border regions are more focused on education, scientific and cultural dimensions of cooperation. They also have a special emphasis on protection of respective national minorities across borders, striving for the creation of new opportunities for solving ethnic problems in the region. In addition, the specificity of these Euroregions lies in the fact that they are based on administrative territorial units which is not a general rule in European practice.”
- г  „At the same time, Euroregions in the area faced a lot of challenges and had some specific shortcomings, such as unclear legal definitions, internal organizational difficulties, dependence on external funds, centralized administration etc. All these impeded development of projects and prevented them from becoming self-sustainable structures of transfrontier relations. Unfortunately, the “Lower Danube” and “Upper Prut” Euroregions did not prove to become a viable independent partnership instrument and did not make the expected long-term impact on creating a common cross-border space with integrated infrastructure and respective mental perception.”[35]

### Додаткова література
- Euroregiunile și impactul asupra mentalităților (din perspectiva reflectării în presa regională); „Analele Bucovinei”, VII, 2000, nr. 1, p. 279 -287
- Considerații privind unii factori care influențează evoluția Euroregiunii „Prutul de Sus”; în Ukraina-Rumunija-Moldova: istorychni, politychni ta kul’turni aspekty vzaemyn v konteksti suchasnyh evropeis’kyh protsesiv; Chernivtsi; 2006, p. 197
- Political and Economic Dimensions of Transfrontier Cooperation in the Upper Prut Euroregion, Romanian perspective – Contract individual de cercetare; grant East-West Institute – New York, USA; octombrie-noiembrie 2001;
- Relații etnice pe teritoriul Euroregiunii „Prutul de Sus”; Anatoliĭ Kruhlashov, Karl Anderwald, Hellwig Valentin; Carinthian Institute for Ethnic Minorities, Bukovynsʹkyĭ politolohichnyĭ t͡sentr; Bukrek; 2004
- Euroregiunea Prutul de Sus între prezent și perspective. Marginalii la o conferință științifică internațională; Florin Pintescu; Codrul Cosminului Nr. 6-7 (16-17); 2000-2001

## Посилання

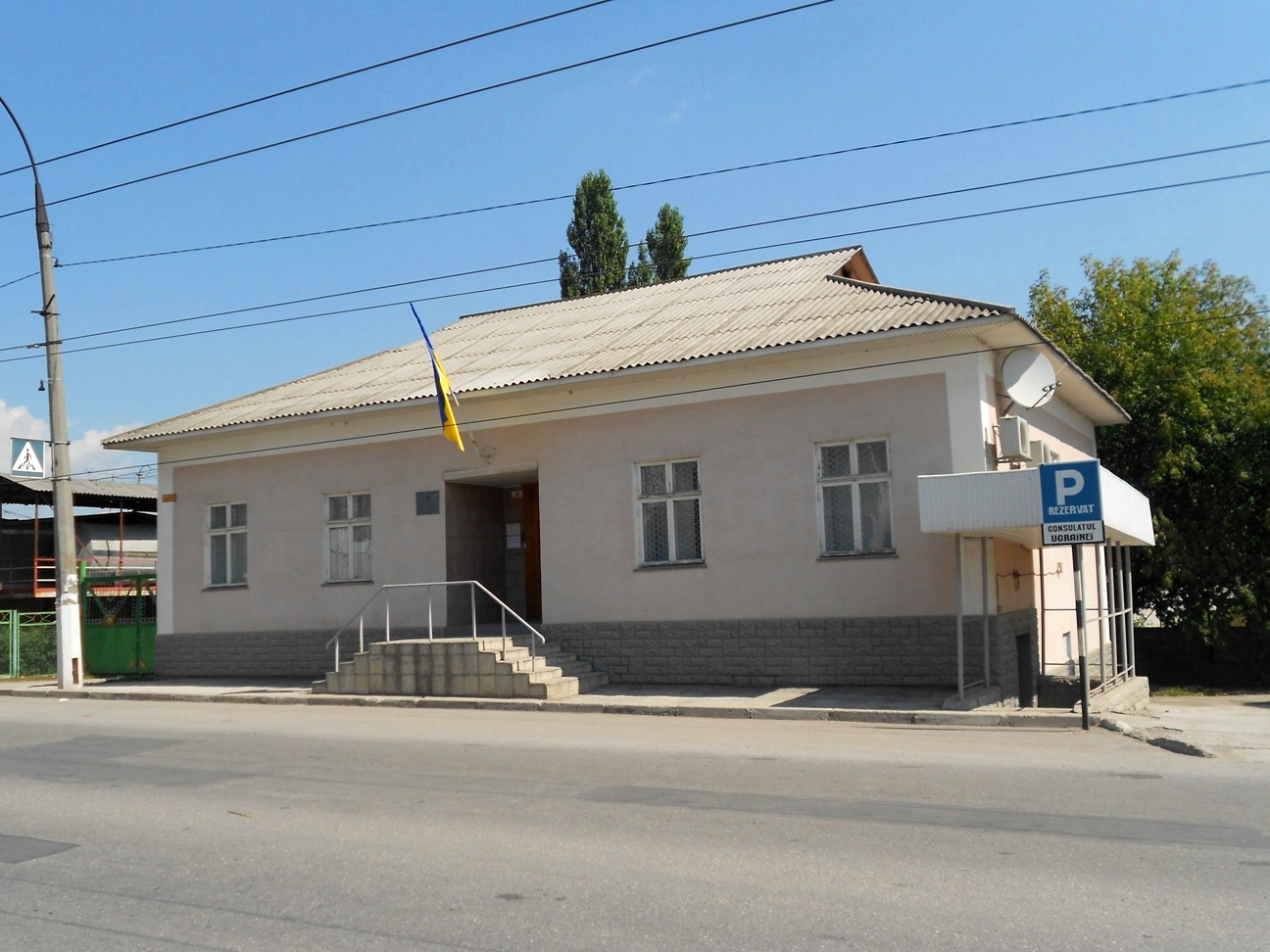
Консульство України в Бельцях